# Norrvik
Norrvik (eller Norrgovik som orten kallas på äldre kartor) är en ort i Ludvika kommun, cirka 8 kilometer nordväst om Ludvika. Genom Norrvik går Grangärdevägen, eller riksväg 66 mot Sälenfjällen. Byn ligger vid Norrviken, som är en vik av sjön Väsman. Strax sydost om Norrvik ligger Brunnsviks folkhögskola. Från 2015 avgränsar SCB här en småort.

## Historik

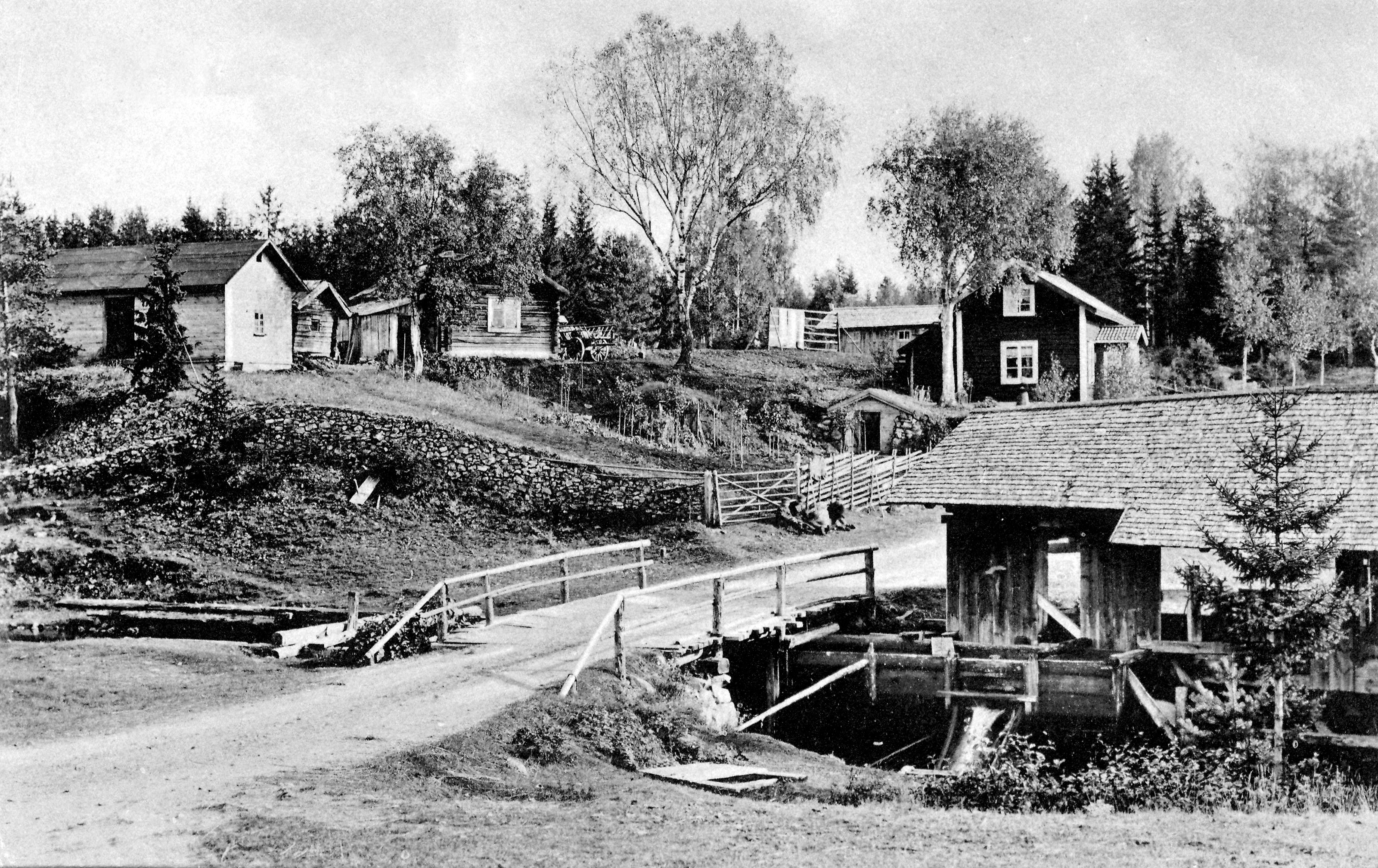
Hyttbacken och landsvägen 1912.

Norrviken präglades av  hyttverksamhet och järnhantering sedan 1600-talets början. Vid Norrvik har det funnits två hammare, som nedlades 1649 respektive 1653, varav den ena troligen härrörde från år 1601.  Även hyttan var mycket gammal och låg intill Norrviksån. Den för hyttan och hammaren så viktiga vattentillgången i Norrviksån har tydligen varit bristfällig, då det finns en anteckning att den ”var svag”. Tackjärnstillverkningen utgjorde cirka  600 skeppund per år  och fraktas i huvudsak till Stockholm. En karta från 1795 visar tät bebyggelse med hytta och tillhörande verksamhet vid Hyttsjön. Idag påminner namn som ”Hyttgården”, ”Hyttdammen” och ”Hyttbacken” om den forna verksamheten.
Hyttbacken är ett mindre område i Norrviken, där hyttan, sågen samt bostäder en gång. Här går Grangärdevägen över Norrviksån. På ett fotografi från omkring 1912 syns Hyttbacken med landsvägen och den gamla träbron över ån. Längst upp till vänster på bilden syns nya ladugården, strax bakom stod den gamla ladugården. Bakom trädet finns boningshuset. Detta hus är byggt omkring åren 1775-1810.

## Historiska kartor

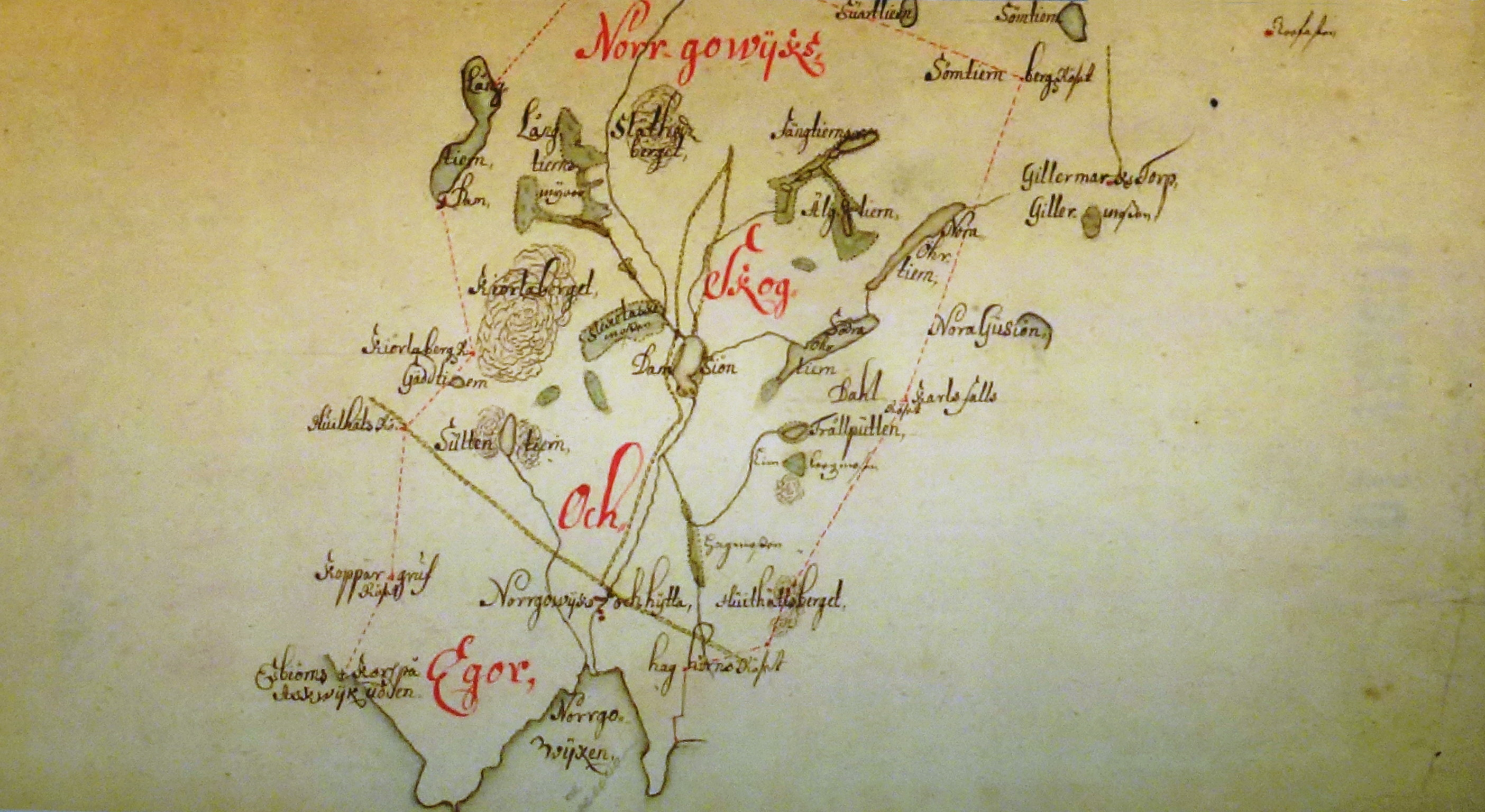
Norrvik (Norrgovik) 1720
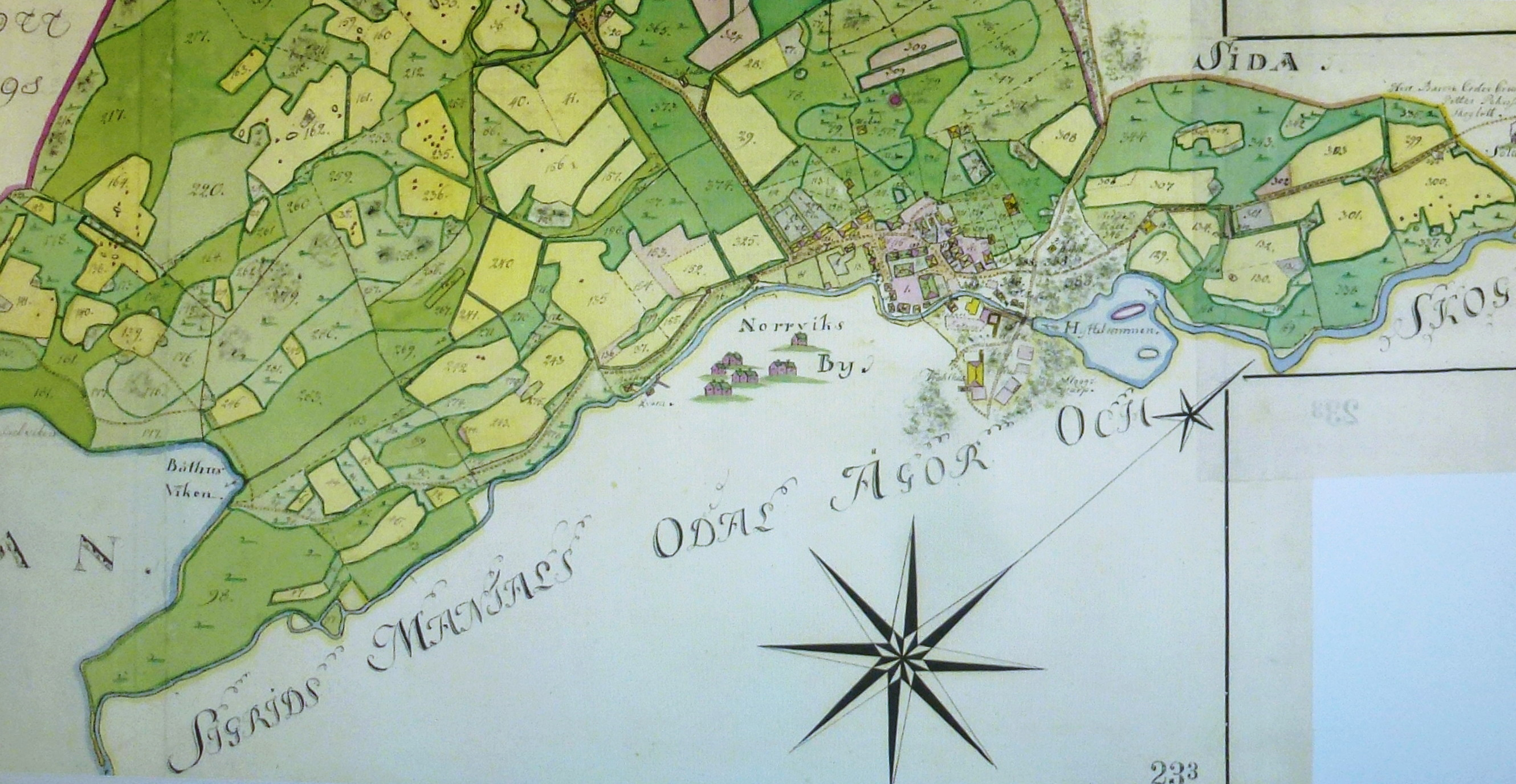
Norrvik 1795
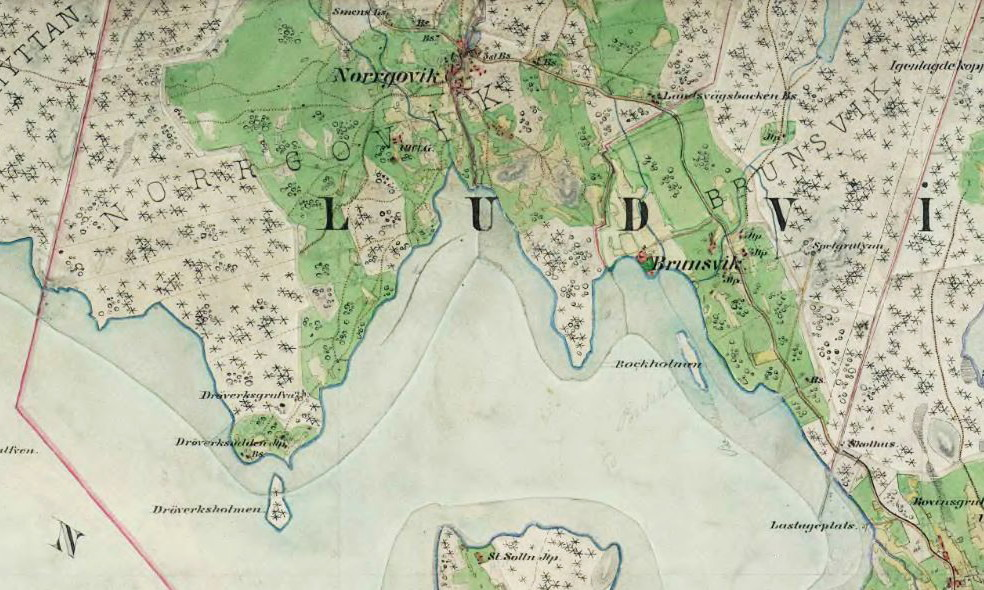
Norrvik (Norrgovik) 1866

## Nyare historik

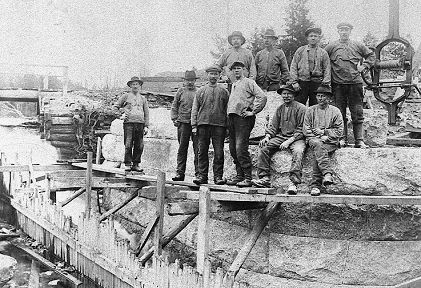
Bygget av stenbron 1918/1919.

Genom tillkomsten av Stockholm-Västerås-Bergslagens Järnvägars utbyggnadsetapp Ludvika-Vansbro 1900-1907 fick Norrvik ingen en egen banstation, den anlades lite längre söderut vid Sörvik. 1985 gick sista godståget mellan Ludvika och Nyhammar. Omkring 1918-1919 uppfördes en ny stenbro över Norrviksån för landsvägen som först ändrades när nuvarande vägen anlades på 1960-talet. 
Idag är Pj Carlsson Maskin största företag på platsen. Företaget startade sin verksamhet 1960 och saluför samt reparerar  fyrhjulingar, snöskotrar, båtmotorer, gräsklippare, motorsågar, röjsågar och liknande. 2014 bildades Norrviks byalag.